# Campo Center
La centre Campo (anglais : Campo Center) est une salle de floorball située dans le quartier de Rajakylä à Vantaa en Finlande,

## Présentation
Le centre Campo dispose de quatre courts.
Le centre a été construit en liaison avec la salle de tennis de Rajakylä voisine. 
La salle est utilisée comme salle base des équipes masculines de division II (fi) : AC HaKi (fi), Jokerit Salibandy (fi), HIFK Salibandy (fi).
Les fins de semaine, les trois courts de la salle sont utilisés pour la série de tournois de l'association de Floorball. 
Le court principal de la salle est loué pour des matchs individuels. 
Les tribunes du terrain principal peuvent accueillir environ 250 personnes.